# Valea Mărului, Galați
Valea Mărului (nume anterior Puțeni) este satul de reședință al comunei cu același nume din județul Galați, Moldova, România.

## Personalități
- Iosif Gafton (1896-1984) - episcop al Argeșului (1944-1949) și al Râmnicului și Argeșului (1949-1984)

 Acest articol despre o localitate din județul Galați este deocamdată un ciot. Puteți ajuta Wikipedia prin completarea lui.